# Edificio Calvet

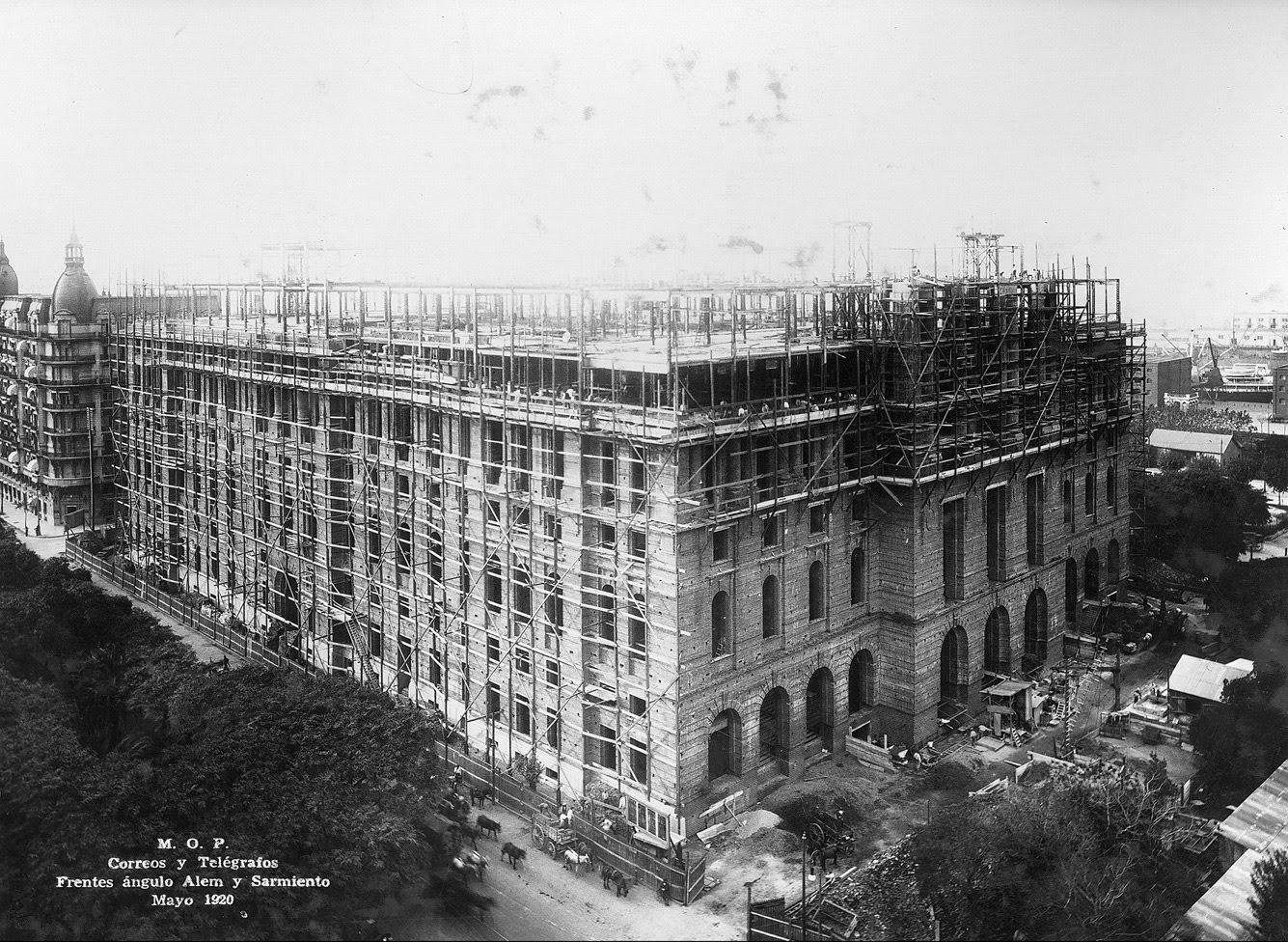
El Edificio Calvet asoma, a la izquierda y detrás del Palacio de Correos.

El Edificio Calvet fue un gran edificio de viviendas que se encontraba en la Avenida Leandro N. Alem 401 (esquina Avenida Corrientes), enfrentado con el Correo Central de la ciudad de Buenos Aires (Argentina).
Fue proyectado por el arquitecto Gastón Mallet para la “Calvet y Cía.”, una firma francesa dedicada a la comercialización de vinos. Ocupaba la esquina nordeste del cruce de Alem y Corrientes, y en la planta baja alojaba al local comercial de la firma Calvet. Los departamentos en los pisos superiores eran propiedad de la Bodega, hasta la creación de la Ley de Propiedad Horizontal en 1948.
El edificio Calvet fue, junto con la Bolsa de Comercio proyectada por Alejandro Christophersen, las únicas construcciones diseñadas teniendo en cuenta el proyecto original del Correo Central, que preveía una serie de puentes peatonales sobre la Avenida Alem, con el propósito de sortear la fuerte pendiente que sufrían las calles Corrientes y Sarmiento entre las calles 25 de Mayo y Alem. Los puentes conducirían directamente a la altura del segundo piso del Correo. Esta propuesta del arquitecto Maillart nunca fue concretada, y el Correo recién fue inaugurado, con muchas modificaciones de su concepto original, en 1928.
El estudio de los arquitectos Caffarini y Vainstein ganó un concurso para la remodelación total del edificio Calvet. De todas formas, fue demolido en la década de 1980 y en su lugar se encuentra hoy una playa de estacionamiento a cielo abierto.
El edificio fue ampliado luego sobre la avenida Alem, llegando hasta la esquina de calle Lavalle. Pero con el tiempo los dueños decidieron demoler la primera etapa construida para hacer un nuevo edificio de oficinas, encargado al estudio Caffarini y Vainstein. Lamentablemente, una vez demolido el viejo edificio, no se realizó ninguno nuevo, y hasta la actualidad solo existe una playa de estacionamiento a cielo abierto.